# ノートルダムの鐘
『ノートルダムの鐘』（ノートルダムのかね、原題: The Hunchback of Notre Dame）は、1996年公開のディズニーの長編アニメーション映画である。監督はゲイリー・トルースデールとカーク・ワイズ。

## 概要
原題は『The Hunchback of Notre Dame』（日本語訳：ノートルダムのせむし男）だが、この「せむし」がマスメディアでは差別語とされるようになり、邦題は変更された。劇中に使われるロゴも『The Bells of Notre Dame』に差し替えられている。このような措置がとられているのは世界中でも日本だけである。なお、原作であるユーゴーの小説の原題は『Notre-Dame de Paris（パリのノートルダム）』である。
原作と異なりハッピーエンドで終わるが、ディズニー作品としては珍しく、非常にシリアスで重々しい描写もある。後述のように興行的には伸び悩んだが、画面の美しさは黄金期の再来といわれる1990年代長編ディズニーの中でも屈指の作品で、ストーリー・音楽も合わせて評価の高い作品となっている。興行収入が低かったこともあり、日本での知名度は当時の他のディズニー作品に比べるとやや低めだが、東京ディズニーランドや、東京ディズニーシーのショーでは「ノートルダムの鐘」「トプシー・ターヴィー」などの曲がしばしば使用される。
映画部門の責任者としてディズニー・ルネサンスをもたらしたジェフリー・カッツェンバーグの、『リトル・マーメイド』（1989年）、『美女と野獣』（1991年）、『アラジン』（1992年）、『ライオン・キング』（1994年）、『ポカホンタス』（1995年）に続くミュージカル路線最終作。ただし、本作公開前の1994年にカッツェンバーグはディズニーを去っており、興行収入も『ポカホンタス』の水準に達していない。
本作の音楽を担当したアラン・メンケンによると、制作中にマイケル・ジャクソンが本作への楽曲提供を熱望するも、彼が当時抱えていたスキャンダルの懸念もありディズニー側は拒否した。だが、マイケル側への事情説明をディズニー側が渋ったため、代わってアランのマネージャーがマイケルの弁護士に説明したという。
カジモドの歌う「僕の願い」のシーンで、『美女と野獣』のベルと『ライオンキング』のプンバァがサプライズで登場している。さらに、どこかのシーンで、アラジンの魔法の絨毯が登場する。
なお、三人組の石像のまとめ役の優しいおばあちゃん、ラヴァーンの声を担当した女優で声優のメアリー・ウィックスは作品の完成前の1995年10月に亡くなり、本作が遺作となった。また、メアリーの死去により、ラヴァーンの声の一部はジェーン・ウィザーズが担当している。

## あらすじ
15世紀のパリ。ジプシー狩りを行う最高裁判事のクロード・フロローは、逃亡したジプシーの女性を殺害し、彼女が抱えていた醜い顔の赤ん坊を井戸に捨てようとする。しかし、ノートルダム大聖堂の司祭にその罪を咎められ、償いとして赤ん坊を養育することになる。そして、赤ん坊に「出来損ない」という意味のカジモドという名前をつける。
20年後。ノートルダム大聖堂の鐘衝き男となったカジモドは、容姿こそ醜いが、優しく純粋な心を持つ青年として育った。彼は、フロローの厳格な教育の下で、大聖堂の外に出ることを決して許されず、友人は三人組の石像だけだった。ある日、カジモドは、フロローの言いつけを破り道化の祭りに参加し、そこでジプシーの美しい踊り子エスメラルダに出会い、一目惚れする。エスメラルダは、人々にいじめられるカジモドをかばったことで、フロローの怒りを買い、大聖堂に逃げ込む。護衛隊のフィーバス隊長は、エスメラルダを助けようと「聖域である大聖堂内では、逮捕できない」とフロローに告げる。フロローは、司祭からの警告も重なり撤収するが、大聖堂の周囲を包囲し、エスメラルダを軟禁状態に置く。しかし彼女は、カジモドの助けを借りて、大聖堂からの脱出に成功する。
エスメラルダに暗く歪んだ恋慕を抱くフロローは、エスメラルダの逃亡を知って激怒し、護衛隊を引き連れて、エスメラルダを捜索する。次第に狂気にとりつかれ、街中に火を放ちエスメラルダを捕えようとするフロローから離反したフィーバスは、護衛隊からの攻撃を受け重傷を負う。エスメラルダは、フィーバスを助け、カジモドに彼をかくまって欲しいと頼み込む。カジモドは、エスメラルダの頼みを受け入れるが、彼女がフィーバスと愛し合っていることを知り、悲嘆に暮れる。一方、エスメラルダの逃亡にカジモドが加担したと察知したフロローは、カジモドに「明日の夜明けに、1000人の兵隊でジプシーの隠れ家を襲撃する」と告げる。それを聞いたカジモドとフィーバスは、エスメラルダを救うため、ジプシーの隠れ家「奇跡の法廷」に向かい逃げるように伝えるが、二人を尾行したフロローと護衛隊に襲撃され、フィーバスとジプシーたちは全員捕まってしまう。フロローは、エスメラルダを「自分を惑わした魔女」として処刑すると宣告し、自分の邪魔をするカジモドを大聖堂に監禁・拘束する。
翌日、ノートルダム大聖堂のノートルダム大通路＝ジャン＝ポール2世広場でエスメラルダの処刑が行われようとする。フロローは、「自分の愛を受け入れれば、処刑を撤回する」とエスメラルダに告げるが、彼女がそれを拒否したため、フロローは火刑を執行する。しかし、そこにカジモドが現れ、エスメラルダを救い大聖堂に逃げ込む。激怒したフロローは、大聖堂に総攻撃を仕掛けるが、隙を突いて檻から脱出したフィーバスが、ジプシーや街の人々と共に護衛隊に襲いかかり、カジモドも大聖堂の上から応戦する。フロローは、司祭の制止を振り切って大聖堂に乗り込み、カジモドとエスメラルダを殺そうとする。フロローは、大聖堂から転落しかけたカジモドと、それを助けようとして身動きできないエスメラルダを殺そうとするが、ついに神の怒りに触れ足場の石像が崩れ転落死する。エスメラルダは、カジモドの身体を支えきれずに手を離し、それによってカジモドも転落するが、駆けつけたフィーバスに間一髪で助けられる。
戦いが終わった後、大聖堂から出て来たフィーバスとエスメラルダは、街の人々から歓喜の声で迎えられる。エスメラルダは、大聖堂の中に引き籠るカジモドの手を取り広場に連れ出す。人々は、カジモドに賛美の声を挙げる。カジモドは、ようやく大聖堂の外の世界に迎えられたのである。

## 登場人物
カジモド
本作の主人公。 とても醜い容姿で生まれ教区民からも嫌われているが、根は優しく純粋な心を持つ青年。赤子の時にジプシー狩りでフロローにジプシーである母を殺され自身も殺されかけるが、止めに入った司祭の一声で一応は保護される形で、ノートルダム大聖堂の鐘楼に、20年間ずっと軟禁状態で育てられる。ちなみに「カジモド」はフロローが名付けた名前（「出来損ない」の意味）であり、元の名前は不明。またカジモド自身はジプシーの血族の可否は劇中触れられていない。実母を殺害した張本人がフロローである真実を一切知らず、母に捨てられたと思っていたため、厳格な育ての親にしてご主人様であるフロローには逆らえなかった。鐘衝きが仕事だが、外界と隔離されて生活しているためフロロー以外の人間を鐘楼から見下ろすことでしか知らなかった。地上の高いところにある細い道を滑らかに動ける運動神経と女性一人（エスメラルダとヤギのジャリ一匹）を担いで大聖堂を縦横無尽に移動するなど高い身体能力を持つ。また小さい木彫りの人形を着色に至るまで、易々と作成できるなど手先も器用。
エスメラルダと出会い、生まれて初めての恋をするが、エスメラルダはフィーバスを選び、彼の恋は報われなかった。しかし、彼らとは強い友情で結ばれ、助け合うことで心を通わせフロローに立ち向かう。最後は、エスメラルダに大聖堂の外へ連れ出され、市民と打ち解け合い、ようやく大聖堂の外の世界に受け入れられた。
エスメラルダ
本作のヒロイン。自由をこよなく愛するジプシーの美しく情熱的な踊り子。カジモドにとって初めて出来た人間の友達。ジプシーであるため、壁に覆われ束縛された生活を嫌っている。フロローによって捕えられ、危機に陥るが、カジモドに救出される。最後は、フィーバスと結ばれ、カジモドを大聖堂の外に連れ出した。
クロード・フロロー
本作のディズニー・ヴィランズ。最高裁判事（原作ではフロローが司祭）。ジプシーを目の敵にしており、取り締まりに執念を燃やす権力者。

フィーバス
護衛隊長。気障で陽気な美男子。原作とは違い婚約者はいない模様。愛馬の名はアキレス。フロローにジプシー狩りを命じられるが、民家に火をかけるなどのフロローの残虐な横暴に耐えかね離反。反逆者として逃走中、背後から矢を放たれて負傷し、川へと転落する。後にエスメラルダに救われ、大聖堂でカジモドに匿われながら手当てを受ける。カジモドとはエスメラルダをめぐる恋敵だが、協力してジプシーの隠れ家「奇跡の法廷」を探し当る。最後は、市民やカジモドと共にフロローと護衛隊に立ち向かう。戦いの後は、エスメラルダと結ばれ、カジモドと親友になった。
クロパン
本作の狂言回し。普段は陽気な人形遣いだが、ジプシーを纏めるリーダーでもある。フロローに追われたジプシーを保護し、ジプシーの隠れ家「奇跡の法廷」へと匿っている。最後は、カジモドや決起した市民達と共にフロローと護衛隊と戦う。
なお、本作は彼の語り口からストーリーが始まり、終盤は彼の歌う「ノートルダムの鐘」で物語は幕を閉じる。
ユーゴ/ヴィクトル/ラヴァーン
ノートルダム大聖堂にいる三人組の石像（ガーゴイル）で、カジモドの唯一の親友。彼らは通常、カジモドの前でしか動かないが、ユーゴだけはジャリの前でイタズラ程度に動いた。外の世界へ出たがっているカジモドを後押ししたり、フロローとの決戦では、大聖堂の上から護衛隊相手に沢山の仕掛けを駆使し戦った。ユーゴとヴィクトルの名前は、原作者ヴィクトル・ユーゴーから取られている。
ユーゴはふとっちょでひょうきんもの、ヴィクトルは長身で温厚かつ涙もろい、ラヴァーンは三人のまとめ役のしっかり者で優しいおばあさん。
ジャリ
エスメラルダの飼っているヤギの雌。機転が利き、カジモドやフィーバスも助ける。
司祭
ノートルダム大聖堂の司祭。本名は不明。神聖なる大聖堂を神の聖域として逮捕や殺生を認めず、赤ん坊だったカジモドを殺そうとしたフロローの蛮行を一喝し、大聖堂に逃げ込んだエスメラルダをジプシーと知りながらも保護するなど、高潔な人格者として描かれている。作中終盤にてエスメラルダを救い大聖堂に逃げ込んだカジモドを始末しようと入り込んだフロローを止めようとするも、振りほどかれてしまう。

## 声の出演
| 役名               | 原語版声優                                | 日本語吹替               |
| ------------------ | ----------------------------------------- | ------------------------ |
| カジモド           | トム・ハルス                              | 石丸幹二                 |
| エスメラルダ       | デミ・ムーア                              | 保坂知寿                 |
| エスメラルダ       | 歌: ハイジ・モーレンハウアー              | 保坂知寿                 |
| クロード・フロロー | トニー・ジェイ                            | 日下武史                 |
| クロード・フロロー | トニー・ジェイ                            | 歌：村俊英               |
| フィーバス         | ケビン・クライン                          | 芥川英司                 |
| クロパン           | ポール・カンデル                          | 光枝明彦                 |
| ユーゴ             | ジェイソン・アレクサンダー                | 治田敦                   |
| ヴィクトル         | チャールズ・キムブロー                    | 今井清隆                 |
| ラヴァーン         | メアリー・ウィックス ジェーン・ウィザース | 末次美沙緒               |
| ラヴァーン         | 歌: メアリー・スタウト                    | 末次美沙緒               |
| カジモドの母       | メアリー・ケイ・バーグマン                | 末次美沙緒               |
| 司祭               | デヴィッド・オグデン・スティアーズ        | 松宮五郎                 |
| 司祭               | デヴィッド・オグデン・スティアーズ        | 歌：佐川守正             |
| 野蛮な兵士         | コーリー・バートン                        | 渋谷智也                 |
| 老囚人             | ゲイリー・トゥルースデイル                | 渋谷智也                 |
| とんまな兵士       | ビル・ファッガーバッケ                    | 味方隆司                 |
| 兵士/ジプシー      | ジム・カミングス パトリック・ピニー       | 井関一 明戸信吾 柴垣裕子 |
| ジャリ             | フランク・ウェルカー                      | 原語版流用               |
| 鳥                 | フランク・ウェルカー                      | 原語版流用               |
| アキレス           | ボブ・バーゲン                            | 原語版流用               |

| 日本語版制作スタッフ |              |                                                    |
| 演出/台本            | 演出/台本    | 浅利慶太                                           |
| 収録監修             | 収録監修     | 杉田静生                                           |
| 音楽演出             | 音楽演出     | 深澤茂行                                           |
| 調整                 | 調整         | 井上秀司                                           |
| 録音/調整            | 録音/調整    | 室克己/久連石由文                                  |
| 制作協力             | 制作協力     | アオイスタジオ/東京テレビセンター/プロセンスタジオ |
| 制作                 | 制作         | 劇団四季                                           |
| 制作監修             | 制作監修     | 岡本企美子                                         |
| 日本語版制作         | 日本語版制作 | DISNEY CHARACTER VOICES INTERNATIONAL, INC.        |

日本語吹き替え版は、当時の劇団四季所属の舞台俳優が声を担当しており、高い歌唱力と演技力で評価が高い。

## スタッフ
- 原作：ヴィクトル・ユーゴー
- 製作：ドン・ハーン
- 監督：ゲイリー・トルースデール、カーク・ワイズ
- 脚本：タブ・マーフィ、アイリーン・メッキ、ボブ・ツディカー、ノニ・ホワイト、ジョナサン・ロバーツ
- 音楽：アラン・メンケン
- 作詞：スティーヴン・シュワルツ

## 主題歌・挿入歌
- 「ノートルダムの鐘（The Bells of Notre Dame）」歌：光枝明彦、村俊英 / 日下武史、佐川守正 / 松宮五郎
- 「僕の願い（Out There）」歌：石丸幹二、村俊英
- 「トプシー・ターヴィー（Topsy Turvy）」歌：光枝明彦
- 「ゴッド・ヘルプ（God Help the Outcasts）」歌：保坂知寿
- 「天使が僕に（Heaven's Light）」歌：石丸幹二
- 「罪の炎（Hellfire）」歌：村俊英
- 「ガイ・ライク・ユー（A Guy Like You）」歌：治田敦、今井清隆、末次美沙緒
- 「奇跡の法廷（The Court of Miracles）」歌：光枝明彦
- 「ノートルダムの鐘（リプライズ）（The Bells of Notre Dame-Reprise）」歌：光枝明彦
- 「サムデイ（Someday）」歌：オール・フォー・ワン

## テレビ放送
地上波では2002年4月19日に日本テレビ系金曜ロードショーで初めて放送され、俳優の竹中直人がスペシャルナビゲーターを務めた。
2023年11月24日の金曜ロードショーの枠にて、リクエスト企画『金曜ロードショーで見たいディズニー長編アニメーション映画』の上位4作品に選出。ゴールデンタイム初放送で、本編ノーカット放送だった。
衛星放送では稀にディズニー・チャンネルなどで放送されることもある。

## ミュージカル

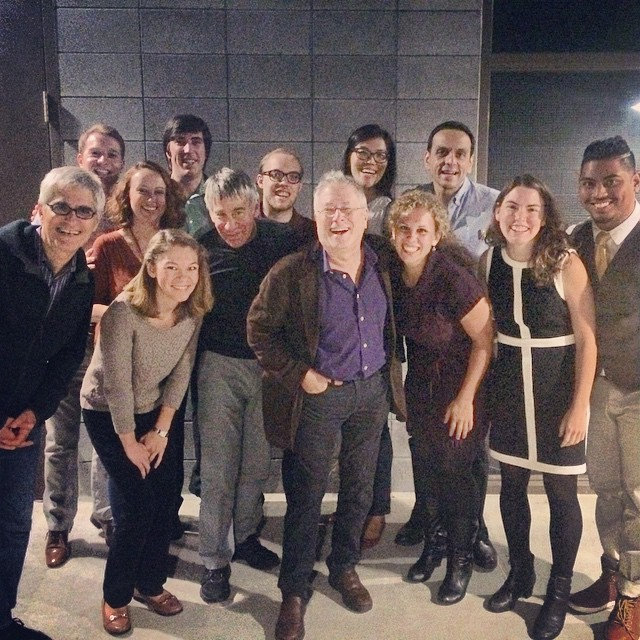
室内合唱団SACRA/PROFANAのメンバーと、作曲家のアラン・メンケン、作詞家のスティーヴン・シュワルツ、作家のピーター・パーネル

映画版と同じく作曲はアラン・メンケン、作詞はスティーヴン・シュワルツが担当し、ディズニー・シアトリカル・プロダクションズが製作。
アメリカ国外ではまず、1999年から2002年までジェームス・ラピーヌ脚本の「Der Glöckner von Notre Dame」としてドイツのベルリンで上演。ドイツ語に翻訳したのはミヒャエル・クンツェ。ベルリンで上演されたミュージカルとして最長の記録を打ち立てた。
その後、脚本をピーター・パーネルに変更し、ナンバーも入れ替え、スコット・シュワルツ演出により、試験的に、2014年にサン・ディエゴで、2015年にニュージャージーで上演した。しかし、最終的に、ディズニー・シアトリカル・プロダクションズがブロードウェーで上演するという判断には至らなかった。
日本での初演は2016年（平成28年）12月11日から劇団四季がピーター・パーネル脚本版を上演した。初演キャストは公開オーディションで決定した。以降、日本では劇団四季によって毎年上演され、2023年（令和5年）5月には初演以来6年ぶりに東京で上演された。
映画を舞台化しているが、結末は原作に近いものでハッピーエンドではない。

### ミュージカル版のあらすじ
1482年1月6日の朝。パリ・ノートルダム大聖堂の鐘が鳴り響く中、人々が大聖堂に集まり、厳かにラテン語の聖歌を歌い始めるところから舞台が始まる。やがてノートルダムの大助祭であるクロード・フロローが会衆に説教を始まる。今では権力を持ち、人々に恐れられるクロードだが、子供の頃に孤児として弟のジェアンと共にノートルダム大聖堂に引き取られた。クロードは真面目に教えに従い精進したが、ジェアンは遊びが大好きで勉強嫌いで、ある日、兄の誕生日祝いとしてジプシーの女性であるフロリカを連れてきてしまったことをきっかけに破門になってしまう。数年後フロローのもとに突然届いた手紙を読んで駆けつけたフロローは天然痘で死にそうになっているジェアンと会う。そしてジェアンとフロリカの間に生まれた赤ん坊を託された。フロローは赤ん坊の顔に息をのむ。怪物のような顔をしていたのだ。フロローは葛藤の末人目につかないノートルダム大聖堂の鐘楼で赤ん坊を育てることにし、赤ん坊に出来損ないという意味のカジモドという名前をつけた。

### 日本での上演

#### キャスト
| 役柄         | 俳優名         | 初出演日       | 初出演地           |
| ------------ | -------------- | -------------- | ------------------ |
| カジモド     | 海宝直人       | 2016年12月11日 | 四季劇場秋         |
| カジモド     | 飯田達郎       | 2016年12月15日 | 四季劇場秋         |
| カジモド     | 田中彰孝       | 2017年1月26日  | 四季劇場秋         |
| カジモド     | 金本泰潤       | 2018年4月28日  | KAAT神奈川芸術劇場 |
| カジモド     | 寺元健一郎     | 2019年8月15日  | 京都劇場           |
| カジモド     | 山下泰明       | 2023年1月9日   | 京都劇場           |
| フロロー     | 芝清道         | 2016年12月11日 | 四季劇場秋         |
| フロロー     | 野中万寿夫     | 2016年12月22日 | 四季劇場秋         |
| フロロー     | 村俊英         | 2018年5月5日   | KAAT神奈川芸術劇場 |
| フロロー     | 川口竜也       | 2018年5月25日  | KAAT神奈川芸術劇場 |
| フロロー     | 道口瑞之       | 2023年1月9日   | 京都劇場           |
| エスメラルダ | 岡村美南       | 2016年12月11日 | 四季劇場秋         |
| エスメラルダ | 宮田愛         | 2016年12月22日 | 四季劇場秋         |
| エスメラルダ | 松山育恵       | 2018年4月21日  | KAAT神奈川芸術劇場 |
| エスメラルダ | 相原茜         | 2018年8月1日   | KAAT神奈川芸術劇場 |
| エスメラルダ | 山﨑遥香       | 2023年1月9日   | 京都劇場           |
| フィーバス   | 清水大星       | 2016年12月11日 | 四季劇場秋         |
| フィーバス   | 佐久間仁       | 2016年12月29日 | 四季劇場秋         |
| フィーバス   | 光田健一       | 2018年4月21日  | KAAT神奈川芸術劇場 |
| フィーバス   | 神永東吾       | 2022年5月31日  | KAAT神奈川芸術劇場 |
| フィーバス   | 加藤迪         | 2023年1月9日   | 京都劇場           |
| クロパン     | 阿部よしつぐ   | 2016年12月11日 | 四季劇場秋         |
| クロパン     | 吉賀陶馬ワイス | 2016年12月27日 | 四季劇場秋         |
| クロパン     | 高橋基史       | 2022年6月14日  | KAAT神奈川芸術劇場 |
| クロパン     | 白石拓也       | 2023年1月9日   | 京都劇場           |

※ 太字はオリジナルキャスト
- アンサンブル - 鈴本務、安部三博、大空卓鵬、賀山祐介、高舛裕一、平良交一、佐藤圭一、吉田功太郎、小川晃世、大森真理、吉田絢香、原田真理
- クワイヤ（聖歌隊） - 永井崇多宏、柳隆幸、見付祐一、日浦眞矩、青井緑平、新井克、河野陽介、和田ひでき、遠山美樹、辻奈々、青栁歌奈、千田みゆき、谷明実、河村古都、秋山知子、杉山由衣、高井治

#### 劇団四季での上演日程
- 2016年12月11日 - 2017年6月25日：四季劇場［秋］（東京初演）
- 2017年7月23日 - 9月28日：京都劇場（京都初演）
- 2018年4月8日 - 8月28日：KAAT 神奈川芸術劇場（横浜初演）
- 2018年9月22日 - 2019年5月19日：名古屋四季劇場（名古屋初演）
- 2019年7月28日 - 2020年1月19日：京都劇場（京都再演）
- 2020年2月17日 - 6月14日：キャナルシティ劇場（福岡初演）
- 2021年2月 - 夏 ライオンキングを引き継ぎ公演することになり公演中止：四季劇場［夏］
- 2022年5月21日 - 8月7日：KAAT 神奈川芸術劇場（横浜再演）
- 2022年12月18日 - 2023年4月9日：京都劇場（京都3回目）
- 2023年5月14日 - 8月6日：JR東日本四季劇場［秋］（東京再演）